# Calle Harrington
La calle Harrington, actualmente denominada Calle Mártires de la Democracia, es una calle de la zona de Sopocachi, en la ciudad de La Paz, Bolivia. Se extiende por 277 metros en dos cuadras desde la calle Abdón Saavedra hasta la calle General Lanza.

## Historia

### Nombre
La calle es conocida históricamente como la calle Harrington en honor al educador y fundador del Instituto Americano, Francis M. Harrington. El nombre actual es Calle Mártires de la Democracia.

### Masacre de la calle Harrington
El 15 de enero de 1981  ocho líderes delMovimiento de Izquierda Revolucionaria fueron asesinados por la dictadura de Luis García Meza.

### Actualidad
Actualmente la calle Harrington alberga a la Unidad educativa Japón un hotel, y varias empresas.
Para mantener la memoria de los líderes asesinados la calle fue denominada en su honor.